# LifE-Studie
| Logo der LifE 3G Studie mit dem Claim „Lebensverkäufe von drei Familiengenerationen“ |                                                                                      |
| Aktuelle Leitung:                                                                    | Fred Berger, Wolfgang Lauterbach                                                     |
| Gründer:                                                                             | Helmut Fend                                                                          |
| Laufzeit:                                                                            | seit 1979 (fortlaufend)                                                              |
| Beteiligte Universitäten:                                                            | Universität Potsdam, Universität Innsbruck, Universität Zürich, Universität Konstanz |
| Website                                                                              | https://life3g.de                                                                    |

Die LifE-Studie (Lebensverläufe ins frühe Erwachsenenalter bzw. Lebensverläufe ins fortgeschrittene Erwachsenenalter) ist eine seit 1979 laufende prospektive deutsche Panelstudie. In der Studie wird die individuelle Entwicklung von ca. 1500 Menschen ab dem 12. Lebensjahr im Kontext familiärer Beziehungen und in unterschiedlichen Lebensbereichen über mehrere Lebensabschnitte untersucht. Sie ist weltweit eine der wenigen und im deutschsprachigen Raum die einzige Studie, die Lebensläufe über vier Jahrzehnte verfolgt.
Weitere Alleinstellungsmerkmale der LifE-Studie im Bereich der Grundlagenforschung sind die breite Befragung von verschiedenen Lebensbereichen und die sukzessive Erweiterung der Studie zu einer familieninternen Drei-Generationen-Studie in der Informationen von Großeltern, Eltern und deren Kindern (Multi-Akteurin/Multi-Akteur-Ansatz) vorliegen.

## Ziele und Bedeutung der LifE-Studie
Mit ihren Ergebnissen trägt die LifE-Studie in den Bereichen Bildung und Beruf, Persönlichkeit, körperliche und psychische Gesundheit sowie intergenerationale Beziehungen und Übertragung von kulturellen, religiösen und politischen Orientierungen maßgeblich zum wissenschaftlichen Diskurs über Lebensverläufe in sich verändernden historischen und gesellschaftlichen Kontexten bei. Neben zahlreichen anderen wichtigen Erkenntnissen erbrachte die Studie durch den Vergleich von Elterngeneration mit ihren Kindern bei identischen Fragen zu Schule und Erziehung beispielsweise den Nachweis bemerkenswerter gesellschaftlicher Veränderungen in Erziehungskulturen, insbesondere in Bezug auf Zuwächse an Respekt und Empathie für Jugendliche in Schule und Familie. Im deutschsprachigen Raum gibt es keine vergleichbare Datenbasis, die diese deutliche Humanisierung der Erziehungskulturen in den letzten Jahrzehnten dokumentieren kann.
Die nächste Befragung der mittlerweile rund 57-jährigen Probandinnen und Probanden sowie ihrer Kinder findet 2024 unter dem Namen „LifE3G“ statt. [veraltet] Durchgeführt wird die Untersuchung von Wissenschaftlerinnen und Wissenschaftler der Universitäten Potsdam, Innsbruck und Zürich, darunter auch Helmut Fend, der die Studie als „Konstanzer Jugendstudie“ an der Universität Konstanz begründete.
Die LifE-Studie wird und wurde durch die Deutsche Forschungsgemeinschaft (DFG), den Österreichischen Wissenschaftsfonds (FWF) und den Schweizerischen Nationalfonds (SNF) gefördert.

## Geschichte der LifE-Studie
Die Konstanzer Jugendstudie begründet den Beginn der LifE-Studie. Bei der Konstanzer Jugendstudie, einer Längsschnittstudie, wurden von 1979 bis 1983 etwa 2000 Kinder und Jugendliche der Geburtsjahre 1962 bis 1969 aus Frankfurt am Main und aus zwei ländlichen Regionen in Hessen jährlich befragt; auch die Eltern der Zielgruppe waren in die Erhebung einbezogen. Im Mittelpunkt stand die Frage nach den psychischen und sozialen Entwicklungsverläufen in der Adoleszenz und nach den Voraussetzungen einer produktiven bzw. beeinträchtigten Bewältigung von altersspezifischen Entwicklungsaufgaben.

### LifE – Lebensverläufe ins frühe Erwachsenenalter
2002/04 wurden die mittlerweile im Schnitt 35-jährigen ehemaligen Jugendlichen erneut befragt. 1657 Personen nahmen nach der langen Unterbrechung an der Fortsetzungsstudie im Erwachsenenalter teil. Als Indikatoren für die Lebensbewältigung wurden verschiedene Merkmale im sozialen, beruflichen und kulturellen Bereich sowie im Bereich der psychischen und physischen Gesundheit erfasst. Annahmen zu den langfristigen Auswirkungen von bestimmten Schutz- und Risikofaktoren im Jugendalter sollten einer Prüfung unterzogen werden. Weitere Fokusse lagen auf der Frage von Kontinuität und Diskontinuität von Entwicklungsverläufen sowie auf der Vorhersage der Lebensbewältigung im frühen Erwachsenenalter.

### LifE – Lebensverläufe von der späten Kindheit ins fortgeschrittene Erwachsenenalter
Mit der siebten Befragung im Jahr 2012 mit den 45 Jahre alten Teilnehmenden ging eine Ausweitung auf eine Drei-Generationen-Studie einher, indem auch die Kinder (G3) der Ankergeneration (G2) in die Untersuchung einbezogen wurden.

### LifE3G
Aufgrund der COVID-19-Pandemie verschob sich die achte Befragung der Mitte-50-Jährigen von 2022 auf 2024. Unter dem Titel LifE3G-Studie wird der Multi-Akteurin-/Multi-Akteur-Generationenansatz durch die Befragung der gesamten Generation der Kinder der Ankergeneration erweitert werden.

## Theoretischer Bezugsrahmen der LifE-Studie
Theorien zur menschlichen Entwicklung im Lebensverlauf standen seit dem Beginn der LifE-Studie im Mittelpunkt. Die theoretischen Ursprünge der Adoleszenzstudie (1979–1983) wurzelten in einem Sozialisationsparadigma des Aufwachsens in Kontexten. Mit der Ausweitung der Studie auf das frühe Erwachsenenalter (Welle 2002, Alter 35) wurde der Bezugsrahmen zu einem ressourcenbasierten Modell der Lebensbewältigung weiterentwickelt. In seiner dritten Phase (Welle 2012, Alter 45) integrierte das Projekt die Perspektive von Handlungsfähigkeit (agency) und Gelegenheitsstrukturen (structure) und spiegelt damit neue interdisziplinäre theoretische Entwicklungen wider. Diese basieren sowohl auf der soziologischen „Lebensverlaufstheorie“ als auch auf der psychologischen „Lebensspanntheorie“.
In der LifE3G-Studie 2024 wird der Bezugsrahmen noch einmal erweitert. Der „Life-cube“ dient dabei als Heuristik zum Verständnis der Entwicklungsprädiktoren im Lebensgeschichte. Von einem Würfel wird deshalb gesprochen, weil es jeweils drei Dimensionen zu beachten gilt, um Lebenslaufprozesse zu verstehen: einmal die (offensichtlichste) Dimension der Zeit, zum anderen die Lebensdomänen, in denen sich Anforderungen stellen und schließlich das Zusammenspiel von Handlungspotentialen und sozialen Gelegenheitsstrukturen. Aus ihm resultieren dann die individuell unterschiedlichen Investitionsstrategien von Menschen im Prozess der Lebensbewältigung.

## Wissenschaftliche Relevanz und Ergebnisse der LifE-Studie
Die LifE-Studie leistet Beiträge zur Lebenslaufforschung in den wissenschaftlichen Teilbereichen der Psychologie, Soziologie sowie der Erziehungs- und Bildungswissenschaft. Im Folgenden werden einige signifikante Ergebnisse genannt:

### Bildungs- und Berufsbereich
Betrachtet man die Bildungs- und Berufsverläufe, so ist ein klares Ergebnis der Studie die frühe und hohe Vorhersehbarkeit von Bildungsabschlüssen und Berufskarrieren ab dem zwölften Lebensjahr.
Besonders bedeutsam ist, dass die meritokratische Funktion des Bildungssystems belegt wurde. Für hochbegabte Kinder aus unteren sozialen Schichten zeigt sich, dass die schulischen Leistungen der wichtigste Faktor für die Höhe der erreichten Bildungsabschlüsse sind. Die reproduktive Funktion im Berufsbereich zeigt sich vor allem bei Kindern aus höheren sozialen Schichten. Ihre Bildungskarrieren sind weniger von kognitiven Kompetenzen als von der sozialen Herkunft abhängig.
Das Design der LifE-Studie ermöglicht auch die Prüfung der langfristigen Wirkungen des Besuchs unterschiedlicher Schul- und Ausbildungsformen auf den Erwerbsverlauf. Insbesondere die Wirkung des „tracking“, also die Zuordnung von Kindern nach ihrer Leistung in der Primarstufe in unterschiedliche Schulformen. Die Hoffnung vieler Fachleute und politisch arbeitender Personen, dass integrierte Schulen (Gesamtschulen) im Unterschied zu gegliederten Schulen eine Verringerung der Bildungsungleichheit bewirken, konnte nicht bestätigt werden. Der Wirkung einer späteren oder minimierten Trennung der Schülerinnen und Schüler innerhalb integrierter Schulen hatte keinen Effekt auf die Erlangung des höchsten Ausbildungsabschlusses.
Viele Analysen zu Bildungs- und Berufsverläufen weisen auf die unterschiedlichen Berufsverläufe von Männern und Frauen hin. So nehmen die Einkommens- und Statusunterschiede zwischen Männern und Frauen mit zunehmendem Alter stark zu und differenzieren sich vor allem nach der Kinderphase aus. Im internationalen Vergleich, bspw. mit Kanada, zeigt sich insbesondere, dass der große Teil der Frauen, die eine Berufstätigkeit aufnehmen, über mehr als 20 Jahre in diesem gelernten Beruf tätig sind. In Kanada hingegen, einem eher offenen Ausbildungssystem, zeigt sich, dass Frauen im mittleren Erwachsenenalter sich weitergebildet haben und einen weiteren bspw. Bachelor-Abschluss erwarben. Die Einkommenslücke zwischen Männern und Frauen wird geringer in einem Bildungssystem, das durchlässig ist. Das berufliche System in Deutschland ist in der Jugend und dem jungen Erwachsenenalter sehr gut für die Qualifikation, aber es hemmt den Erwerb weiterer Abschlüsse.

### Soziale Beziehungen
Trotz gewisser Veränderungen in den sozialen Beziehungen von der späten Kindheit bis zum mittleren Erwachsenenalter gibt es auch in diesem Bereich eine bemerkenswerte Kontinuität und Vorhersagekraft. So erweist sich die Qualität früher familiärer Beziehungserfahrungen und Freundschaften im Jugendalter als langfristig bedeutsam für die Gestaltung von Partnerbeziehungen und Eltern-Kind-Beziehungen im Erwachsenenalter. Enge und sichere Beziehungen im frühen Familienleben, so ein weiteres Ergebnis, sind wichtige Voraussetzungen für psychisches Wohlbefinden, emotionale Stabilität und Lebenszufriedenheit im Erwachsenenalter. Sie sind deutlich bedeutsamer als Bildungs- und Berufsverläufe. In diesem Bereich schlagen sich besonders längerfristige Arbeitslosigkeit und Armutserfahrungen in der psychischen Gesundheit nieder.
In der Studie werden auch soziale Lebensverläufe und Statusverläufe wie Auszug aus dem Elternhaus, Heirat, Elternschaft und Scheidung als Ereignisgeschichten beschrieben und mit Sequenzanalysen zu Mustern sozialer Lebensverläufe gruppiert. Hier zeigen sich deutliche geschlechtsspezifische Unterschiede. Beispielsweise erweisen sich Mutter-Tochter-Beziehungen langfristig als die engsten und stabilsten und die Vorhersagekraft familiärer Beziehungserfahrungen war langfristig für Frauen stärker als für Männer.

### Intergenerationale Weitergabe von kulturellen, religiösen und politischen Orientierungen
Als zentrale Bestimmungsgrößen kultureller, religiöser und politischer Orientierung im Erwachsenenalter werden das Elternhaus und die Schule identifiziert. Besonders die große Bedeutung des Elternhauses ist überraschend. Die Ankergeneration (G2) hat sich in hohem Maße an die politischen, kulturellen und religiösen Orientierungen der Eltern angeschlossen und sich in viel geringerem Maße, als Studien zu Generationskonflikten nahelegen, von ihnen distanziert.
Die Schule erweist sich als Schlüsselinstanz, um solche anspruchsvollen kulturellen Orientierungen zu vermitteln, die viele Kinder zuhause nicht erfahren können. Religiöse Bindungen entstehen beinahe ausschließlich über elterliche Vorbilder. Die Stärke der Wertevermittlung hängt maßgeblich von der Qualität der innerfamiliären Kommunikation ab. Positive Eltern-Kind-Beziehungen und konstruktive Erziehungspraktiken im Kindes- und Jugendalter sind wichtige Voraussetzungen für die intergenerationale Vermittlung von Werten und Verhaltensweisen.

### Persönlichkeit und Gesundheit
Selbstwirksamkeit und Selbstwertgefühl werden in der Analyse der Persönlichkeitsentwicklung als zentrale regulatorische Prozesse der Handlungsfähigkeit betrachtet. Ein niedriges Selbstwertgefühl wird speziell als Vulnerabilitätsfaktor für die Entwicklung von Depressionen im frühen Erwachsenenalter identifiziert. Es erweist sich als eng mit der Beziehungsqualität zu Eltern und Gleichaltrigen im Jugendalter sowie mit der Beziehungsnähe zu Partnerinnen bzw. Partnern und Freundinnen bzw. Freunden im Erwachsenenalter verknüpft. Berufliche und akademische Erfolgsindikatoren hingegen sind deutlich weniger prädiktiv für Selbstwertgefühl und Depression, sind aber im Gesundheitsbereich von hoher Relevanz.
Im dreißigjährigen Vergleich des Bildungs- und zwischenmenschlichen Klimas in Schulen und Familien zwischen der Ankergeneration (G2) und deren Kinder (G3) jeweils im Alter von 12 bis 16 Jahren zeigen sich bemerkenswerte soziale Veränderungen in Bezug auf Respekt und Empathie für Jugendliche in Schulen und Familien. Somit dokumentiert die LifE-Studie eine deutliche Humanisierung der schulischen Bildung in den letzten drei Jahrzehnten.

## Studiendesign
Der LifE-Studie liegt ein Langzeit-Paneldesign zugrunde. Eine Kohorte von Kindern und Jugendlichen, die zwischen 1965 und 1967 in Frankfurt am Main und in ländlichen Regionen von Hessen geboren wurden (Ankergeneration G2), sind von 1979 bis 1983 jährlich sowie 2002, 2012 und 2024 (geplant) befragt worden. Sie ist bei sozialstatistischen Kernindikatoren (z. B. Verheiratung, Kinderzahl, Einkommen) repräsentativ für die westdeutsche Bevölkerung Ende der 70er Jahre.
In den Jahren 1980 und 1982 wurden auch die Eltern der Ankergeneration (G1) sowie 2012 und 2024 (geplant) die Kinder der Ankergeneration (G3) direkt befragt.[veraltet] Indirekt werden 2024 des Weiteren die Enkelkinder der Ankergeneration (G4) in die Studie miteinbezogen, indem der Kindergeneration (G3) Fragen zu ihnen gestellt werden. Die Teilnahme der Ankergeneration an der Langzeitstudie im Alter von 35 und 45 Jahren lag jeweils bei ca. 85 Prozent.
Da drei familieninterne Generationen befragt werden, kann von einer Mehr-Generationen und Multi-Akteurin/Multi-Akteur-Studie gesprochen werden. Als Multi-Domänen-Studie erhebt die LifE-Studie Daten zu den vier Bereichen „Bildung und Beruf“, „Familie und Partnerschaften“, „kulturelle, religiöse und politische Lebensausrichtungen“ sowie „Persönlichkeit und Gesundheit“. Neben prospektiven Daten wurden auch retrospektive Informationen erfasst, um ereignisspezifische Verläufe in den Domänen abzubilden.

## Forschungsvorhaben der LifE3G-Studie (geplant für 2024)[veraltet]
Die achte Befragung der Ankergeneration (G2) stärkt die Modellierung von domänenspezifischen sowie domänenübergreifenden Entwicklungen und Übergängen von der späten Kindheit bis ins späte Erwachsenenalter. Neue methodische Ansätze werden möglich, da für die Ankergeneration (G2) 2024 drei Messzeitpunkte im Erwachsenenalter (36, 46 und 57 Jahre) vorliegen. Dazu gehören die Kombination latenter Wachstumsprozesse und Change-Score-Modelle im Jugendalter mit den Wachstumsprozessen im Erwachsenenalter.
Im fortgeschrittenen Erwachsenenalter steht die Analyse von Geschlechterunterschieden, beruflichem Erfolg, Weiterbildung, politischer Orientierung, kulturellen Praktiken, religiöser Zugehörigkeit und Familienwerten, Selbstwertgefühl, Selbstwirksamkeit, depressiven Symptomen, Kompetenzen und Motivationen sowie körperlicher Gesundheit im Mittelpunkt; zentrale Forschungsziele sind darüber hinaus die Vorhersage von Paarbeziehungen sowie familiären Austausch- und Solidaritätsbeziehungen.
Zudem steht die Familie als Kontext für unterschiedliche Entwicklungen unter Geschwistern und für intergenerationale Übertragungsprozesse im Fokus. Dies betrifft die Teilbereiche Bildung, Partnerschaftsqualität und Elternschaft, politische Orientierungen, kulturelle Praktiken, religiöse Zugehörigkeiten, familiäre Werte sowie Eltern-Kind-Dyaden.

## Mitarbeitende
1976–1984: H. Fend, R. Briechle (†), W. Endres (†), B. Fratz-Karremann, S. Gsching, A. Helmke, S. Hiller, W. Knörzer (†), U. Lauterbach, W. Nagl (†), H.-G. Prester, R. Raab, P. Richter, E. Schacher, C. Schellhammer, A. Schmidt, H. Schröder, S. Schröer, P. Schuler, W. Specht, M. Storch, R. Väth-Szusdziara
2000–2009: H. Fend, F. Berger, U. Grob, W. Lauterbach, W. Georg (†), J.-M. Bruggmann, L. Dommermuth, A. B. Erzinger, J. Glaesser, M. Jiménez, A. Sandmeier-Rupena, K. Stuhlmann, D. Looser, S. Givel
2009–2016: F. Berger, W. Lauterbach, H. Fend, W. Georg (†), U. Grob, K. Maag Merki, J. Gläßer, A. E. Grünefelder-Steiger, T. Heyne, S. Kaliga, J. Pehla, K. Schudel, M. Weil, J. Jung, A. Umhauer, J. Turgetto
2023-aktuell: F. Berger, W. Lauterbach, H. Fend, U. Grob, S. Entrich, M. Floiger, S. Gadinger, L. Gleirscher, S. Glieber, W. Hagleitner, J. Jung, P. Nern, J. Turgetto,

## Weiterführende Literatur
- Entrich Steve, Wolfgang Lauterbach: Shadow education in Germany: Compensatory or status attainment strategy? Findings from the German LifE study. In: International Journal for Research on Extended Education. Band 7(2), 2019, S. 143–159, doi:10.3224/ijree.v7i2.04.
- Helmut Fend, Berger Fred, Grob Urs: Lebensverläufe, Lebensbewältigung, Lebensglück: Ergebnisse der LifE-Studie. VS Verlag für Sozialwissenschaften, Wiesbaden 2009, doi:10.1007/978-3-531-91547-0.
- Harris Lucas Michelle, Gruenenfelder-Steiger Andrea, Ferrer Emilio, Donnellan M, Allemand Mathias, Helmut Fend, Conger Rand, Trzesniewski Kali: Do Parents Foster Self-Esteem? Testing the Prospective Impact of Parent Closeness on Adolescent Self-Esteem. In: Child Development. Band 86(4), 2015, S. 995–1013, doi:10.1111/cdev.12356.